# Peroksiredoksin
Peroksiredoksin (EC 1.11.1.15, tioredoksinska peroksidaza, triparedoksinska peroksidaza, alkilna hidroperoksidna reduktaza C22, AhpC, TrxPx, TXNPx, Prx, PRDX) je enzim sa sistematskim imenom tiolni-reduktant:hidroperoksid oksidoreduktaza. Ovaj enzim katalizuje sledeću hemijsku reakciju
2 
Peroksiredoksini (Prxs) su sveprisutna familija antioksidansnih proteina. Oni se dele u tri klase: tipični 2-Cys, atipični 2-Cys i 1-Cys peroksiredoksins.

## Literatura
- Nicholas C. Price; Lewis Stevens (1999). Fundamentals of Enzymology: The Cell and Molecular Biology of Catalytic Proteins (Third изд.). USA: Oxford University Press. ISBN 019850229X.
- Eric J. Toone (2006). Advances in Enzymology and Related Areas of Molecular Biology, Protein Evolution (Volume 75 изд.). Wiley-Interscience. ISBN 0471205036.
- Branden C; Tooze J. Introduction to Protein Structure. New York, NY: Garland Publishing. ISBN 0-8153-2305-0.
- Irwin H. Segel. Enzyme Kinetics: Behavior and Analysis of Rapid Equilibrium and Steady-State Enzyme Systems (Book 44 изд.). Wiley Classics Library. ISBN 0471303097.
- William P. Jencks (1987). Catalysis in Chemistry and Enzymology. Dover Publications. ISBN 0486654605.

## Spoljašnje veze
- Peroxiredoxin на 